# Baybay

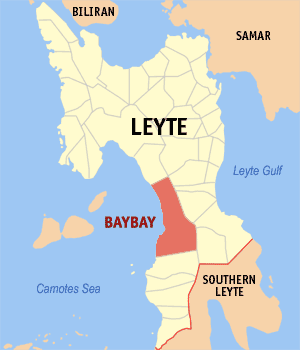
Baybays läge i provinsen Leyte.

Baybay (officiellt City of Baybay) är en stad i Filippinerna. Den ligger i provinsen Leyte i regionen Östra Visayas och hade 102 526 invånare vid folkräkningen 2007. Staden är indelad i 92 smådistrikt, barangayer, varav endast nio är klassificerade som urbana.